# Vitex lehmbachii
Espèce
Statut de conservation UICN

 EN A2c : En danger
Vitex lehmbachii Gürke est une espèce de plante à fleurs du genre Vitex et de la famille des Verbenaceae, selon la classification classique, actuellement classée dans la famille des Lamiaceae (APGIII).

## Description
C’est une plante à fleurs, appartenant au groupe des dicotylédones. Elle est native du Cameroun, on la retrouve à Buéa et à Bamenda.
Son habitat naturel se trouve dans les forêts à feuilles persistantes, à 150 – 1330 m d’altitude.
Elle est décrite selon les critères de l’IUCN comme une espèce en danger d’extinction "EN".~